# Andinobates claudiae
Andinobates claudiae es una especie de anfibio anuro de la familia Dendrobatidae.

## Distribución geográfica
Esta especie es endémica de la provincia de Bocas del Toro en Panamá. Se encuentra entre los 5 y 140 m sobre el nivel del mar.

## Descripción
El holotipo del macho mide 13 mm.

## Etimología
Esta especie lleva el nombre en honor a Claudia Noel Vlasimsky.

## Publicación original
- Jungfer, Lötters & Jörgens, 2000: Der kleinste Pfeilgiftfrosch - eine neue Dendrobates-Art aus West-Panama. The smallest poison-arrow frog - a new Dendrobates species from West Panama. Herpetofauna, vol. 22, n.º 129, p. 11-18[4]